# 레이니 로드리게스
레이니 로드리게스(Raini Rodriguez, 1993년 7월 1일 ~ )는 미국의 배우이다. 디즈니의 어린이 시트콤 <오스틴 & 앨리>에서 트리시 역, 영화 《폴 블라트: 몰 캅》과 《폴 블라트: 몰 캅 2》에서 마야 블러트 역을 맡은 것으로 유명하다. 그와 더불어 디즈니 시트콤 〈잭과 코디, 우리집은 호텔 스위트 룸〉의 에피소드와 디즈니 XD의 《아임 인 더 밴드》에 출연하기도 했다.
2011년에는 영화 《프롬》에서 테스 역을 맡았으며, 2013년 이메진 어워즈에서 최고의 젊은 TV 여배우 부문상을 수상하기도 했다.

## 어린 시절
레이니는 미국 텍사스주 브라이언에서 멕시코 혼혈로 태어났다. 로드리게스의 남동생은 리코 로드리게스로 역시 같은 배우가 되었다. 여동생 외에도 남동생 레이와 로이 주니어가 있다. 레이니의 부모님 다이앤 로드리게스와 로이 로드리게스는 로드리게스 타이어 서비스라는 사업을 하고 있었다.
레이니는 IMTA 쇼케이스에서 캘리포니아의 탤런트 에이전트였던 수전 오서의 눈에 띄었고 그녀의 재능을 알아본 오서는 레이니의 어머니에게 자신이 매니저가 되어줄 테니 캘리포니아로 와서 레이니에게 1년간 경력을 쌓을 기회를 달라고 제안했다. 당시 레이니는 만 11살이었다. 어머니가 이에 동의하면서 레이니와 남동생 리코는 로스엔젤레스로 집을 이사했고, 아버지는 텍사스에 남아 타이어 가게를 운영하게 되었다. 어머니는 배우로서의 삶을 지원하기 위해 둘을 학교에 보내지 않고 홈스쿨링을 했다고 전해진다.

## 출연작

### 영화
| 연도   | 제목                                      | 배역                      | 주석  |
| ------ | ----------------------------------------- | ------------------------- | ----- |
| 2007년 | Parker                                    | Kid on Playground #2      |       |
| 2008년 | Babysitters Beware                        | Marco's Sister #1         |       |
| 2009년 | 폴 블라트: 몰 캅                          | Maya Blart                |       |
| 2009년 | Jonas Brothers: The 3D Concert Experience |                           | Voice |
| 2009년 | Slice of Water                            | Maggie Blumsfeld          |       |
| 2009년 | Gordita                                   | Teenage Tatiana           |       |
| 2011년 | 프롬                                      | Tess                      |       |
| 2012년 | Girl in Progress                          | Tavita                    |       |
| 2014년 | 추억의 마니                               | 가도야 노부코 (영어 더빙) |       |
| 2015년 | 폴 블라트: 몰 캅 2                        | Maya Blart                |       |
| 2015년 | Bob's Broken Sleigh                       | Wupsy                     | Voice |